# آنسامایسین

ساختار گلدانامایسین ، یکی از آنسامایسین بنزوکینون‌ها.

آنسامایسین‌ها(به انگلیسی: Ansamycin) خانواده ای از متابولیت‌های ثانویه باکتریایی هستند که ازخود فعالیت ضد میکروبی در برابر بسیاری از باکتری‌های گرم مثبت و بعضی از باکتری‌های گرم منفی نشان می‌دهند و ترکیبات مختلفی از جمله استرپتوواریسین‌ها و ریفامایسین‌ها را شامل می‌شود. علاوه بر این، این ترکیبات از خود فعالیت ضد ویروسی نسبت به باکتریوفاژها و پاکس ویریده نشان می‌دهند. 